# Ahrensburg
Ahrensburg (Ausspracheⓘ; niederdeutsch Ahrensborg) ist eine Stadt im Südosten von Schleswig-Holstein und die größte Stadt des Kreises Stormarn.

## Geografie

### Geografische Lage
Ahrensburg liegt im Nordosten des Agglomerationsraums um Hamburg, im östlichen Bereich der sich ringförmig um die Stadt Hamburg nördlich des Elbstroms erstreckenden naturräumlichen Haupteinheit Hamburger Ring (Nr. 695) der Südholsteinischen Geest.

### Nachbargemeinden
Die Stadt Ahrensburg grenzt an die Städte und Gemeinden Ammersbek, Delingsdorf, Hammoor, Todendorf, Großhansdorf, Siek, Braak, Stapelfeld und Hamburg.

### Klima
Die Sonnenscheindauer liegt im Jahresmittel bei 2234,63 Stunden. Der sonnenreichste Monat ist der Juli mit 306,59 Stunden. Die wenigsten Sonnenstunden hat der Januar mit 69,85 Stunden.
Die mittlere Jahrestemperatur beträgt 9,7 °C. Der durchschnittlich wärmste Monat ist der Juli mit 18,3 °C, der kälteste der Januar mit 1,6 °C.
Hinweis zu den Klima-Diagrammen: Temperatur und Niederschlag wurden aus den 30 Jahres-Daten 1991–2021 errechnet.
|                        | Jan  | Feb  | Mär  | Apr  | Mai  | Jun  | Jul  | Aug  | Sep  | Okt  | Nov | Dez |   |      |
| Mittl. Temperatur (°C) | 1,6  | 1,9  | 4,3  | 8,8  | 13,1 | 16,1 | 18,3 | 17,9 | 14,8 | 10,4 | 5,9 | 2,9 | ⌀ | 9,7  |
| Mittl. Tagesmax. (°C)  | 3,5  | 4,5  | 7,8  | 13,2 | 17,1 | 20,1 | 22,2 | 21,7 | 18,3 | 13,2 | 7,9 | 4,6 | ⌀ | 12,9 |
| Mittl. Tagesmin. (°C)  | −0,5 | −0,5 | −0,9 | 4,4  | 8,5  | 11,7 | 14,1 | 14,0 | 11,4 | 7,7  | 3,8 | 1,0 | ⌀ | 6,3  |
|                        |      |      |      |      |      |      |      |      |      |      |     |     |   |      |
| Niederschlag (mm)      | 68   | 54   | 59   | 52   | 68   | 77   | 87   | 83   | 63   | 61   | 59  | 69  | Σ | 800  |

| −0,5 |

| −0,5 |

| −0,9 |

| 4,4 |

| 8,5 |

| 11,7 |

| 14,1 |

| 14,0 |

| 11,4 |

| 7,7 |

| 3,8 |

| 1,0 |

| −0,5 |

| −0,5 |

| −0,9 |

| 4,4 |

| 8,5 |

| 11,7 |

| 14,1 |

| 14,0 |

| 11,4 |

| 7,7 |

| 3,8 |

| 1,0 |

| N i e d e r s c h l a g | 68  | 54  | 59  | 52  | 68  | 77  | 87  | 83  | 63  | 61  | 59  | 69  |
|                         | Jan | Feb | Mär | Apr | Mai | Jun | Jul | Aug | Sep | Okt | Nov | Dez |

## Geschichte

### Vorgeschichte
Das Ahrensburger Tunneltal weist zahlreiche Stationen spätpaläolithischer Rentierjäger auf. Der ebenen Talsohle folgt heute die Bahnstrecke Lübeck–Hamburg. Die Funde rund um das Tal sind so bedeutend, dass Prähistoriker im Allgemeinen von der „Ahrensburger Stufe“ sprechen. Theo Vennemann behauptet in seiner allgemein abgelehnten „Vaskonischen Hypothese“, dass die Menschen damals angeblich in einer dem Baskischen verwandten Sprache diesen Ort nach Arn für Tal benannten, woraus der heutige Ortsname entstanden sei.

### Mittelalter
Die Geschichte der Stadt geht zurück ins 13. Jahrhundert, als die Grafen von Schauenburg das Dorf Woldenhorn (aus dem später die Stadt Ahrensburg wurde) und die Nachbardörfer Ahrensfelde, Meilsdorf und Beimoor gründeten. Woldenhorn wurde im Jahre 1314 erstmals urkundlich erwähnt. Die Dörfer kamen 1327 zum Zisterzienserkloster Reinfeld, und Woldenhorn war Sitz des Klostervogts bis Mitte des 16. Jahrhunderts.
Etwa in der Mitte des 11. Jahrhunderts wurde die „Arx Arnsburga“, auch Burg Arnesvelde genannt, gebaut, deren Ausmaße durch die äußeren Wallgräben im Forst Hagen im Süden der Stadt noch gut erkennbar sind. Das Wappen der Stadt gibt die Burg Arnesvelde im oberen Wappenfeld wieder. Auf der Burg beheimatete Vögte sind 1295 und 1304 bezeugt. 1326 verlegte der Schauenburgische Graf Johann III. den Sitz seines Vogtes nach Trittau und gab die Burg auf.
Aus den Steinen der Burg soll später das Ahrensburger Schloss errichtet worden sein.

### Neuzeit
Mit der Säkularisation auf Grund der Reformation wurde der König von Dänemark Eigentümer des Gebiets. Er belohnte seinen Feldherrn Daniel Rantzau 1567 mit der Herrschaft über diese Dörfer. Dessen Bruder und Erbe Peter Rantzau baute um 1595 den Renaissance-Herrensitz in Form einer Wasserburg und die Schlosskirche, heute die Wahrzeichen der Stadt. Vorbildlich war die Angliederung von „Gottesbuden“ (Wohnungen für alte und mittellose Menschen) an die Kirche.
Das „Gut Ahrensburg“ gehörte zu den so genannten Adligen Gütern, die eine erhebliche Selbstverwaltung und Unabhängigkeit besaßen. Für die Bauern bedeutete die Herrschaft der Rantzaus allerdings Leibeigenschaft.

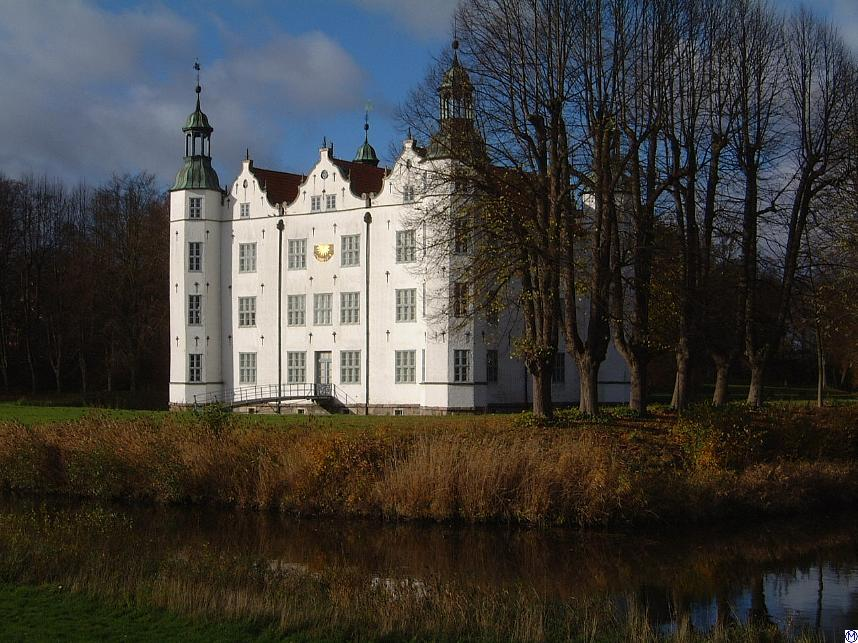
Schloss Ahrensburg

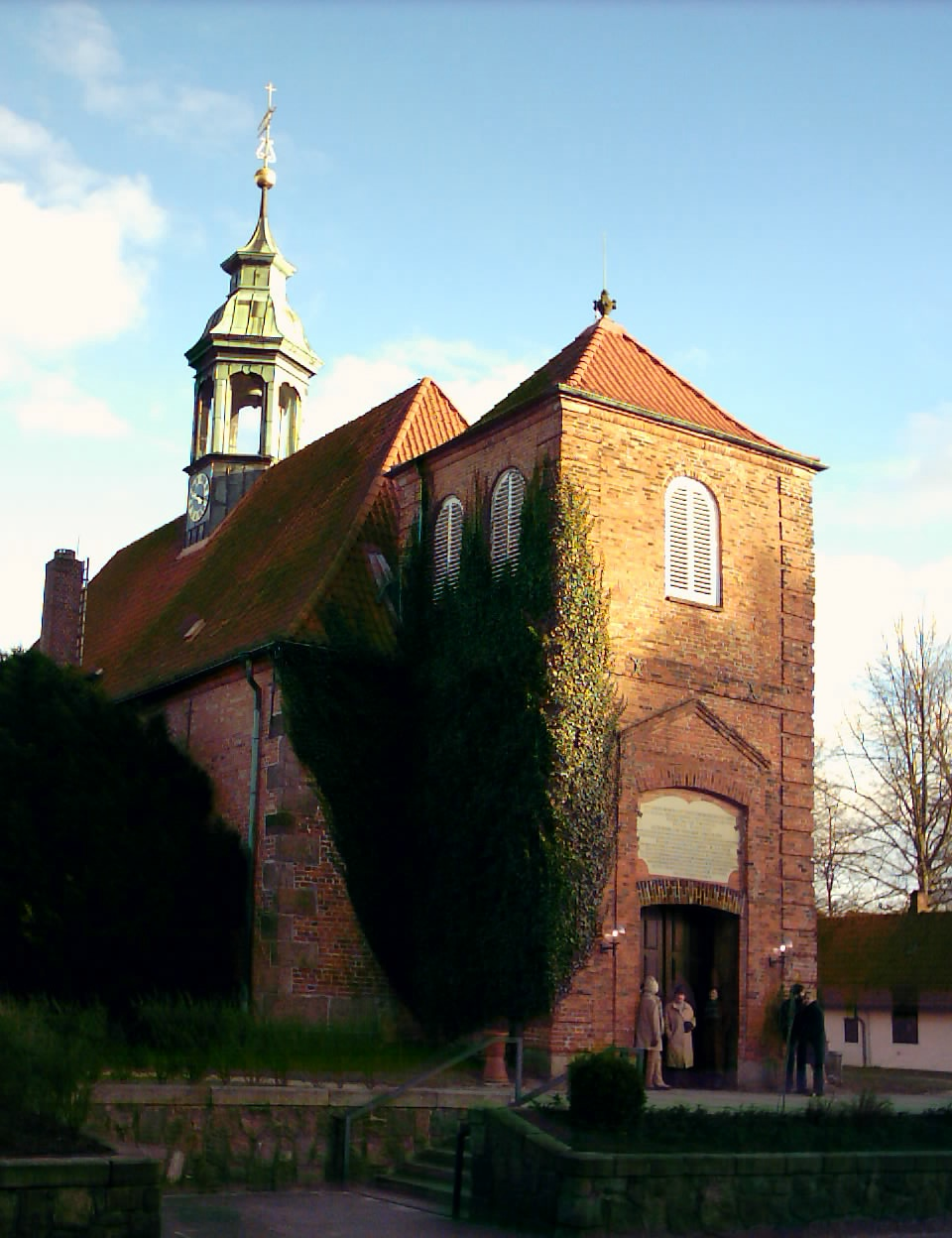
Schlosskirche Ahrensburg

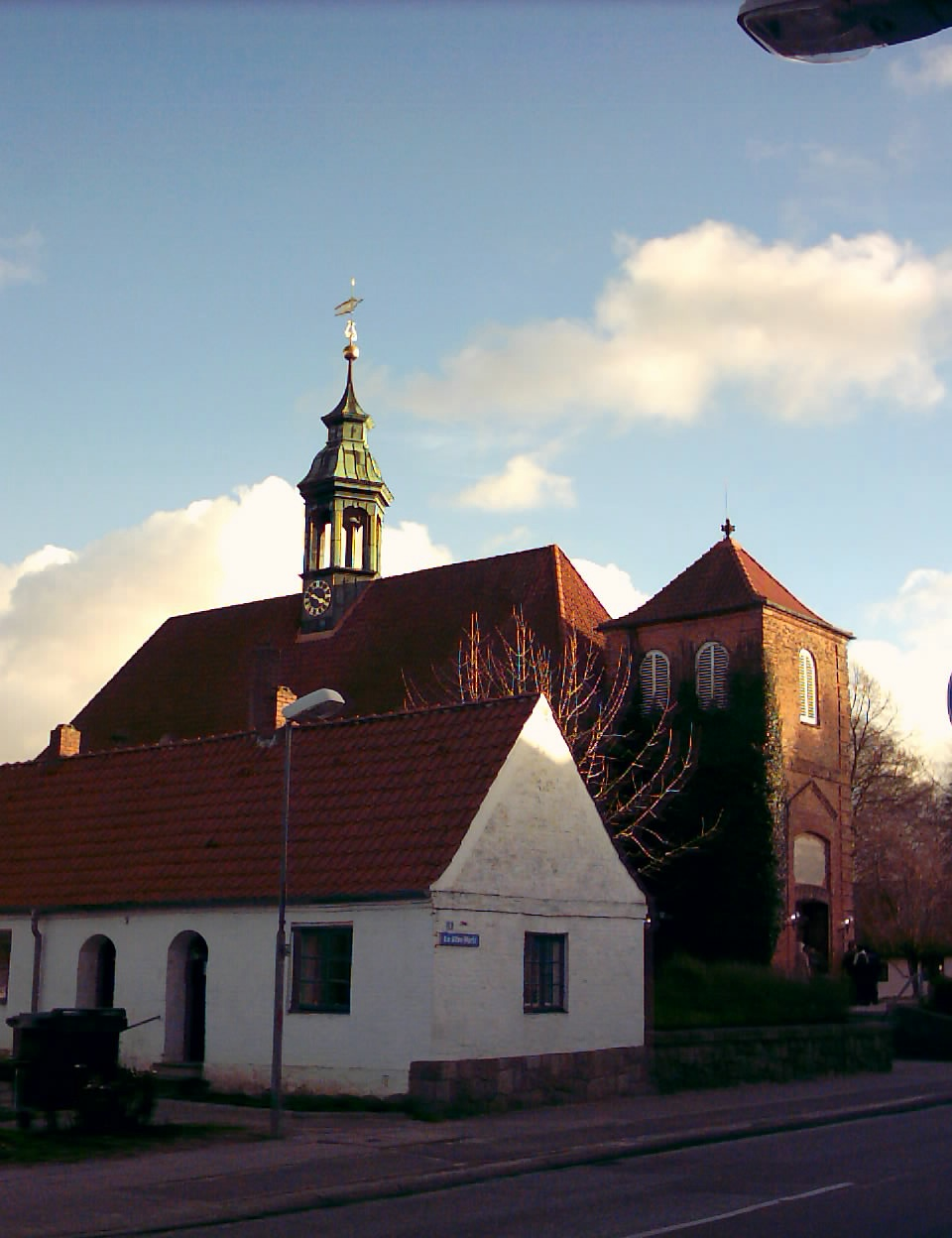
Gottesbuden

Das Gut der Rantzaus war Mitte des 18. Jahrhunderts stark verschuldet und wurde 1759 von dem Kaufmann Heinrich Carl von Schimmelmann erworben, der Schloss und Bauerndorf stark im Stil des Barock umgestaltete und auf dessen Pläne die heutige Anlage der Stadt zurückgeht. Schimmelmann erwarb Reichtum durch Waffen-, Alkohol- und Sklavenhandel, insbesondere im atlantischen Dreieckshandel.
Zum 7. Juni 1867 wurde das bisherige Gutsdorf Woldenhorn eine selbständige preußische Landgemeinde und benannte sich durch Beschluss der Gemeindeversammlung in Ahrensburg um. Es gehörte dem gleichnamigen „Amt Ahrensburg“ an, aus dem es 1912 als dann amtsfreie Gemeinde wieder ausschied.
Mit dem Bau der Eisenbahnlinie von Hamburg nach Lübeck im Jahre 1865 wurde Ahrensburg zu einem beliebten Ausflugsziel im Hamburger Umland und die Einwohnerzahl stieg an. 1910 waren es bereits 2750 Einwohner. Eingemeindungen im Jahre 1928 führten zu einer Gebietsvergrößerung um 500 ha.
Bis Anfang der 1930er Jahre bestand in Ahrensburg eine kleine jüdische Gemeinde, deren Synagoge in der Reichspogromnacht am 9. November 1938 in Brand gesetzt wurde.
Auf dem Gebiet des ehemaligen Gutes wurden ab 1933 die Siedlungen „Daheim/Heimgarten“ (z. T. auf dem Gebiet der heutigen Gemeinde Ammersbek gelegen) und „Am Hagen“ (ursprünglich: „Franz-Seldte-Siedlung“) gebaut. Der Ansturm von Siedlern aus dem Hamburger Raum führte zum Entstehen der heutigen aufgelockerten Siedlungsstruktur.
Zu Beginn des Zweiten Weltkrieges lebten in Ahrensburg nur 8270 Menschen. Zum Kriegsende stieg die Bevölkerungszahl von Ahrensburg, durch den Zuzug ausgebombter Hamburger und durch zahlreiche Flüchtlinge aus dem Osten Deutschlands, auf über 18.000 Menschen. Deutschland wurde letztendlich schrittweise besetzt. Am 3. Mai 1945 rückten britische Truppen auch auf Ahrensburg zu. Der Bürgervorsteher Gramm soll an diesem Tag, ohne Befehl oder Erlaubnis gehabt zu haben, in einem Auto in Richtung Schmalenbeck gefahren sein, um den Briten zu signalisieren, dass sich Ahrensburg kampflos ergeben würde. Zeitgleich soll der Ortsgruppenleiter betrunken im Ort herumgelaufen sein und Durchhalteparolen gegrölt haben. Dennoch rückten noch am selben Tag britische Panzer der 15. Schottischen Division in Ahrensburg ein. Am 4. Mai unterschrieb Hans-Georg von Friedeburg im Auftrag des letzten Reichspräsidenten Karl Dönitz, der sich zuvor mit der letzten Reichsregierung nach Flensburg-Mürwik abgesetzt hatte, bei Lüneburg, die Kapitulation aller deutschen Truppen in Nordwestdeutschland, den Niederlanden und Dänemark. Die Bedingungslose Kapitulation der Wehrmacht folgte am 8. Mai 1945. In Ahrensburg richteten die britischen Besatzer im Schloss zeitweise ein Hauptquartier ein.
Als Ahrensburg am 18. Januar 1949 das Stadtrecht verliehen wurde, hatte es 17.775 Einwohner – rund die Hälfte davon Flüchtlinge und Vertriebene aus den ehemals deutschen Ostgebieten.
In den folgenden Jahrzehnten wurde die Infrastruktur der Stadt stark ausgebaut. Zugleich siedelten sich zahlreiche Betriebe am Stadtrand an, die Ahrensburg zu einem bekannten Wirtschaftsstandort in Schleswig-Holstein machten.
Das von Joh. Friedrich Behrens, einer Firma zur Herstellung von Druckluftnaglern, entwickelte Unternehmensmodell wurde nach der Stadt als Ahrensburger Modell benannt.

### Stadtteile
Ahrensfelde
Ahrensfelde wurde 1195 erstmals urkundlich erwähnt. Es bestand aus der im Forst Hagen gelegenen Burg und dem umgebenden Dorf. Im Jahr 1320 wurde die Burg bei Kriegshandlungen stark beschädigt. Im Jahr 1327 kam der Ort unter die Herrschaft des Klosters Reinfeld, das ihn der Vogtei Woldenhorn unterstellte. Von 1567 an gehörte Ahrensfelde für drei Jahrhunderte zum Adligen Gut Ahrensburg. Die Leibeigenschaft wurde 1797 aufgehoben, nachdem es bereits in der ersten Hälfte des 18. Jahrhunderts darüber Auseinandersetzungen mit Gutsherr Detlev Rantzau gegeben hatte. 1867 wurde Ahrensfelde preußische Landgemeinde und gehörte bis 1948 zum Amtsbezirk Siek, anschließend bis 1951 zum Amt Ahrensburg-Land. Von 1951 bis zur Eingemeindung nach Ahrensburg im Jahr 1974 gehörte das Dorf zum Amt Siek. Bei seiner Eingemeindung hatte Ahrensfelde 475 Einwohner.
 Beimoor/Gewerbegebiet Nord
Beimoor wurde erstmals 1300 als Streusiedlung urkundlich erwähnt. Ursprünglich zum Kloster Reinfeld gehörend, kam das kleine Dorf 1567 zum Adligen Gut Ahrensburg. Der Name bedeutet wohl Beeren-Moor. Mitte des 19. Jahrhunderts lag auf dem Gelände des Ortes neben einigen Erbpachtstellen, die 1788 nach Aufhebung der Leibeigenschaft geschaffen worden waren, auch ein Meierhof des Gutes. 1889 kam Beimoor, nunmehr preußische Landgemeinde, zum Amtsbezirk Ahrensburg, bis es bei Gründung der neuen Großgemeinde Ahrensburg 1928 dieser eingegliedert wurde. Es hatte damals 47 Einwohner.
 West
In diesem Stadtteil liegt der U-Bahnhof West und das Gewerbegebiet West. Ein Teil des Bredenbeker Teichs gehört zu diesem Stadtteil. Hier sind auch der kirchliche und der städtische Friedhof gelegen. Dazu kommt der Stadtteil Wulfsdorf an der Grenze zu Hamburg. Hier entstand im Jahr 2003 das Dorfprojekt „Allmende“ mit deutlich über 300 Bewohnern.
 Gartenholz
Der Stadtteil im Norden der Stadt ist nur durch die Bahnstrecke Lübeck–Hamburg vom Industriegebiet Nord getrennt. Seit Ende 2010 hat er einen eigenen Haltepunkt für die Regionalbahnzüge auf der Strecke. Zu dem seit den späten 1970er Jahren geschaffenen Neubaugebiet Gartenholz kommt die ältere Siedlung Kremerberg am nördlichen Stadtrand.
 Erlenhof-Süd
Das Wohngebiet Erlenhof-Süd ist ein 2014 neu entstandener Stadtteil westlich der Lübecker Straße und gegenüber dem Stadtteil Gartenholz. Eine eigene Kindertagesstätte und Einkaufsmarkt runden das Angebot des jungen Stadtteils ab.
 Hagen
Der Hagen war ursprünglich ein Waldgebiet, das an das Stellmoor-Ahrensburger Tunneltal angrenzte. Es gehörte von jeher zur Vogtei Woldenhorn und ab 1567 zum Adligen Gut Ahrensburg. Der Gutsherr 1868 ließ das Gebiet für die Allgemeinheit sperren. Nach Auflösung des Gutsbezirks 1928 verkauften die Eigentümer große Teile des Hagener Landes als Bauland. Dort errichtete der Deutsche Siedlerbund um 1935 die Franz-Seldte-Siedlung (heute: „Siedlung am Hagen“). Auf weiteren Flächen wurde in den 1930er Jahren die „Siedlung Waldgut Hagen“ erbaut. Der unbebaute Teil des Hagens steht seit 1982 unter Naturschutz.
Nach Eröffnung der U-Bahn-Station Ahrensburg Ost entwickelte sich der Hagen zu einem Ausflugsziel der Hamburger.

### Eingemeindungen
Im Jahr 1928 wurden die Gemeinden Wulfsdorf, Beimoor (erstmals 1300 erwähnt), Kremerberg sowie Teile des aufgelösten Gutsbezirks eingegliedert. Im Jahr 1932 kam der Rest des aufgelösten Gutsbezirks hinzu. Ahrensfelde wurde am 1. Februar 1974 eingegliedert.

### Einwohnerentwicklung

Einwohnerentwicklung von Ahrensburg von 1875 bis 2016 mit (blau) und ohne (rot) Ahrensfelde

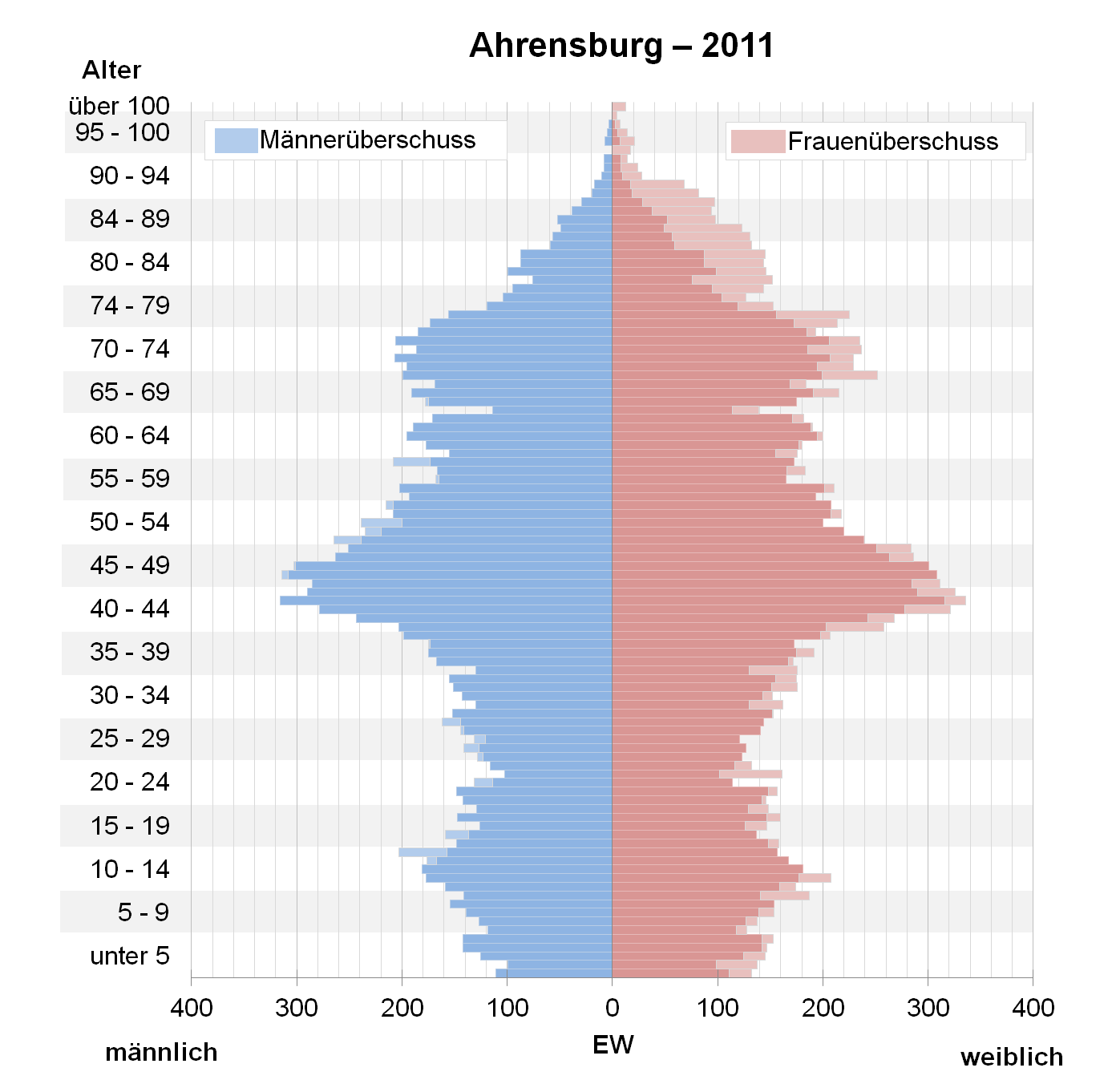
Bevölkerungspyramide für Ahrensburg (Datenquelle: Zensus 2011)

| Jahr | Einwohnerzahlen  |
| ---- | ---------------- |
| 1875 | 1.509            |
| 1885 | 2.181            |
| 1910 | 2.750            |
| 1925 | 4.777            |
| 1939 | 8.136            |
| 1949 | 17.775           |
| 1961 | 21.178 (21.674)* |
| 1970 | 25.290 (25.806)* |
| 2002 | 30.068           |
| 2004 | 30.167           |

| Jahr | Einwohnerzahlen |
| ---- | --------------- |
| 2006 | 30.155          |
| 2007 | 30.663          |
| 2008 | 30.907          |
| 2009 | 31.652**        |
| 2010 | 31.276          |
| 2011 | 31.242          |
| 2012 | 31.292          |
| 2013 | 31.361          |
| 2015 | 32.606          |
| 2017 | 33.305          |
| 2021 | 34.201          |

## Religion
Von 1823 bis 1899 war Ahrensburg Sitz des Stormarner Propstes der evangelisch-lutherischen Kirche. Heute bestimmen – neben einer Baptistengemeinde, einer Elim-Gemeinde, sowie einer Freien evangelischen Gemeinde – eine evangelisch-lutherische, eine neuapostolische und eine römisch-katholische Kirchengemeinde sowie die Moschee Ulu Camii (Große Moschee) das religiöse Leben der Stadt.
Bis Anfang der 1930er Jahre bestand in Ahrensburg eine kleine jüdische Gemeinde, deren Synagoge in der Reichspogromnacht am 9. November 1938 in Brand gesetzt wurde. Noch heute kann man am Stadtrand (Ahrensburg-West) in der Nähe des Golfplatzes den jüdischen Friedhof (1822 angelegt) als Überbleibsel aus jener Zeit besichtigen. Seit 2003 gibt es wieder eine kleine jüdische Gemeinde, die für ein progressives Judentum (nicht-orthodoxe Glaubensrichtungen) eintritt.

## Politik

### Stadtverordnetenversammlung
Die Wahl zur Stadtverordnetenversammlung am 14. Mai 2023 führte zu den Ergebnissen, die in nebenstehenden Diagrammen dargestellt sind.
Die Wahlbeteiligung betrug 48,1 %. Um das Stimmverhältnis korrekt widerzuspiegeln, wurde die Stadtverordnetenversammlung auf 31 Mandate festgesetzt.

### Bürgermeister
- 1910–1919: Friedrich Knutzen, DDP (Gemeindevorsteher)
- 1920–1923: Willy Werner (Gemeindevorsteher)
- 1925–1933: Hugo Schilling (Gemeindevorsteher)
- 1935–1940: Heinrich Scheele, NSDAP
- 1940–1945: Hans Gramm, NSDAP
- 1945–1947: Johannes Ziese, CDU
- 1948–1950: Erika Keck, CDU
- 1954–1966: Kurt Fischer, parteilos
- 1966–1991: Manfred Samusch, parteilos
- 1992–1998: Klaus Boenert, CDU
- 1998–2010: Ursula Pepper, SPD
- 2010–2022: Michael Sarach, SPD
- seit 2022: Eckart Boege[22], SPD

### Wappen
Die ersten dokumentierten Anregungen für ein eigenes Wappen gehen auf das Jahr 1927 zurück. Nachdem etliche Entwürfe aus heraldischen Gründen verworfen wurden, erfolgte am 28. Februar 1938 die Genehmigung eines Ahrensburger Gemeindewappens durch den Oberpräsidenten der Provinz Schleswig-Holstein. Über das Stadium einer Beschreibung kam das erste Wappen jedoch nicht hinaus.
Im Rahmen einer Überarbeitung der Hauptsatzung im Jahre 1962 wurde eine Überprüfung der Beschreibung durch das schleswig-holsteinische Landesarchiv veranlasst. Es bestanden erhebliche Zweifel an der Beschreibung, insbesondere an der Farbgebung. Nach mehr als 14 Jahren genehmigte der Innenminister des Landes Schleswig-Holstein am 1. November 1976 schließlich das heutige Stadtwappen.
Historische Begründung:
„Das Wappen der Stadt knüpft an charakterliche, mit dem Namen Ahrensburg verbundene geschichtliche Gegebenheiten an:
Das Rengeweih auf dem Kultpfahl in der unteren Wappenhälfte, ein Fundstück von dem in der Nähe gelegenen, vorgeschichtlichen Fundplatz Stellmoor, erinnert an die Siedlungstätigkeit altsteinzeitlicher Rentierjäger im Ahrensburger Raum, deren Spuren in der vorgeschichtlichen Forschung als Ahrensburger Kultur bekanntgeworden sind.
Die Burg in der oberen Wappenhälfte steht als Sinnbild für die Burganlagen, denen die Stadt ihren Namen verdankt: in der Zeit der Kolonisation Stormarns entstandene, wohl an die altsächsische Fluchtburg anknüpfende, 1306 erstmals erwähnte landesherrliche Burg Arnesvelde, auch Arnsburga genannt, und das – nach Übergang der Burganlage an die Adelsfamilie Rantzau und Aufgabe des alten Burgplatzes – um 1595 errichtete Wasserschloss Ahrensburg.
In den dominierenden Farben Silber und Rot wird die Zugehörigkeit der Stadt zu Holstein angedeutet.“
Blasonierung:
„In Silber eine rote, beiderseits von niedrigen, schwarz bedachten Türmen überragte Burg mit vorspringendem, schwarz bedachtem Torturm und offenem Tor. Darunter auf einem wachsenden roten Pfahl der schwarze stilisierte Schädel und die schwarzen stilisierten Schaufeln eines Rentiers.“
Die Burg erinnert an die „Arx Arnsburga“ und die Rentierschaufeln verweisen auf die Ausgrabungen Alfred Rusts im nahegelegenen Stellmoor.

### Flagge
Blasonierung: „In einem weißen, oben und unten von einem breiten roten Streifen begrenzten Tuch die rote Burg und darunter das schwarze, stilisierte Rengeweih (mit Schädel) des Stadtwappens, etwas zur Stange hin verschoben.“

### Städtepartnerschaften
Ahrensburg unterhält Städtepartnerschaften mit:
- Esplugues de Llobregat in Spanien seit 1988
- Viljandi in Estland seit 1989
- Ludwigslust in Mecklenburg-Vorpommern seit 1990
- Feldkirchen in Österreich seit 1998

## Kultur und Sehenswürdigkeiten

### Bauwerke
Neben dem Ahrensburger Schloss, der benachbarten Schlossmühle am Mühlenredder und der Schlosskirche mit den Gottesbuden ist der Marstall zu nennen sowie das Haus der Natur im Stadtteil Wulfsdorf.
Neben dem Schloss steht auf einer Anhöhe eines der ältesten Gebäude der Stadt, das ehemalige Waschhaus der Grafenfamilie Schimmelmann, die Bagatelle. Dieses Haus wurde in jahrelanger Arbeit vom „Ahrensburger Bürgerverein“ renoviert und vor dem totalen Verfall gerettet.
Auf dem Rondeel, einem Platz im Zentrum der Stadt, befand sich für mehr als ein Jahrzehnt ein Kunstwerk des Kieler Künstlers Martin Wolke. Der „Muschelläufer“ sorgte seit seiner Errichtung 2005 in Ahrensburg für heftige Diskussionen und wurde damit auch über die Stadtgrenzen hinaus bekannt.

### Grünflächen und Naherholung
Im Sommer ist das Naturbad Bredenbeker Teich (420.000 m² See, kleine Insel) ein beliebtes Ziel.
Im Süden befinden sich mehrere Naturschutzgebiete: Ahrensfelder Teich, Stellmoor-Ahrensburger Tunneltal, der ehemalige Truppenübungsplatz Höltigbaum und der Forst Hagen.

### Sport
Es existieren diverse Sportvereine, wie z. B. der Ahrensburger TSV (dessen Damenmannschaft in der Saison 1988/1989 in der Tischtennis-Bundesliga spielte), SSC Hagen Ahrensburg, Roter Stern Kickers 05, Tennis und Hockey Club Ahrensburg, Golfclub Hamburg-Ahrensburg. Der älteste Verein der Stadt ist der Ahrensburger Bürgerverein v. 1874.
Alle Vereine für Jugendliche sind in einem Dachverband, dem Stadtjugendring, organisiert.
Zusätzlich finden sich in Ahrensburg zahlreiche Reitställe, so gibt es im Stadtteil Ahrensfelde sechs Reitanlagen. Hier treffen sich fünf Reitvereine.
Im Parkhaus „Alte Meierei“ starteten am 17. November 2018 die 29 teilnehmenden E-Autos morgens ab ca. 7 Uhr im Minutentakt zum allerersten E-Cannonball.

## Wirtschaft und Infrastruktur

### Unternehmen
- Acer Computer GmbH
- Allied Vision Technologies GmbH
- Axel Springer SE Produktion/Druckerei
- Basler AG
- Christoph Kroschke Unternehmensgruppe
- Clariant
- Hansewerk
- Edding AG
- Elbatron GmbH
- General Electric: GE Sensing & Inspection Technologies GmbH
- GHD GesundHeits GmbH Deutschland
- Hasselblad Vertriebs GmbH
- Hela Gewürzwerk Hermann Laue GmbH
- IHA Krematoriumstechnik GmbH
- IDL GmbH Mitte
- Plustek Technology GmbH
- Prinovis Ahrensburg Ltd. & Co KG
- proALPHA Consulting GmbH
- Sanyo Video Vertrieb AG
- Stern-Wywiol Gruppe
- Vivanco Gruppe AG

### Öffentliche Einrichtungen
In Ahrensburg steht das Bruno-Bröker-Haus, von den Jugendlichen nur Bruno oder BBH genannt. Dies ist eine Freizeitstätte und Treffpunkt für Kinder und Jugendliche.
Das G-Haus (Gemeinschaftshaus Gartenholz) ist eine städtische Jugendeinrichtung (Stadtteilzentrum). Es stehen Billard, Tischtennis, Kicker, Dart, aber auch Brett- und Kartenspiele zur Verfügung. Ausflüge zum Heidepark, Snowdome, zur Kartbahn, ins Kino oder ins Schwimmbad gehören wie Basteln, gemeinsames Kochen, Grillen, Volleyball, Fußball und andere Gruppenaktivitäten zum Programm. Samstags trainiert die Inline-Hockey-Gruppe in der Sporthalle. Einmal im Jahr wird eine Ferienfahrt durchgeführt (z. B. Skifahrt nach Österreich, Aktivurlaub in Bayern). Die Einrichtung kann auch genutzt werden um Freunde zu treffen, zu klönen oder Probleme mit den dort tätigen Pädagogen zu besprechen. Sie bieten den Besuchern bei der Bewältigung ihrer Alltagsprobleme Unterstützung an. Dies gilt auch für die Eltern.
Ahrensburg verfügt über ein Freizeit- und Hallenbad, das Badlantic. Neben der Nutzung als Spaßbad dient es auch verschiedenen Sportvereinen als Trainingsstätte.

### Bildung
- Stormarnschule (Gymnasium), gegr. 1906
- Schulzentrum Am Heimgarten (mit Gemeinschaftsschule und Eric-Kandel-Gymnasium), gegr. 1973, seit 1999 UNESCO-Projektschule
- Selma-Lagerlöf-Gemeinschaftsschule (mit gymnasialer Oberstufe) (1992[29] bis 2010 Integrierte Gesamtschule Ahrensburg, davor wiederum Alfred-Rust-Realschule)
- Grundschule Am Aalfang, gegr. 1973
- Grundschule Am Reesenbüttel, gegr. 1936
- Grundschule Am Schloß, gegr. 1595
- Grundschule Am Hagen
- Woldenhorn-Schule (Schule für geistig Behinderte), gegr. 1975
- Fritz-Reuter-Schule (Förderschule)
- Berufliche Schule Ahrensburg
- Volkshochschule der Stadt Ahrensburg, gegr. 1951[30]

Die 1880 gegründete Schule in Ahrensfelde wurde 1966 geschlossen.

### Verkehr

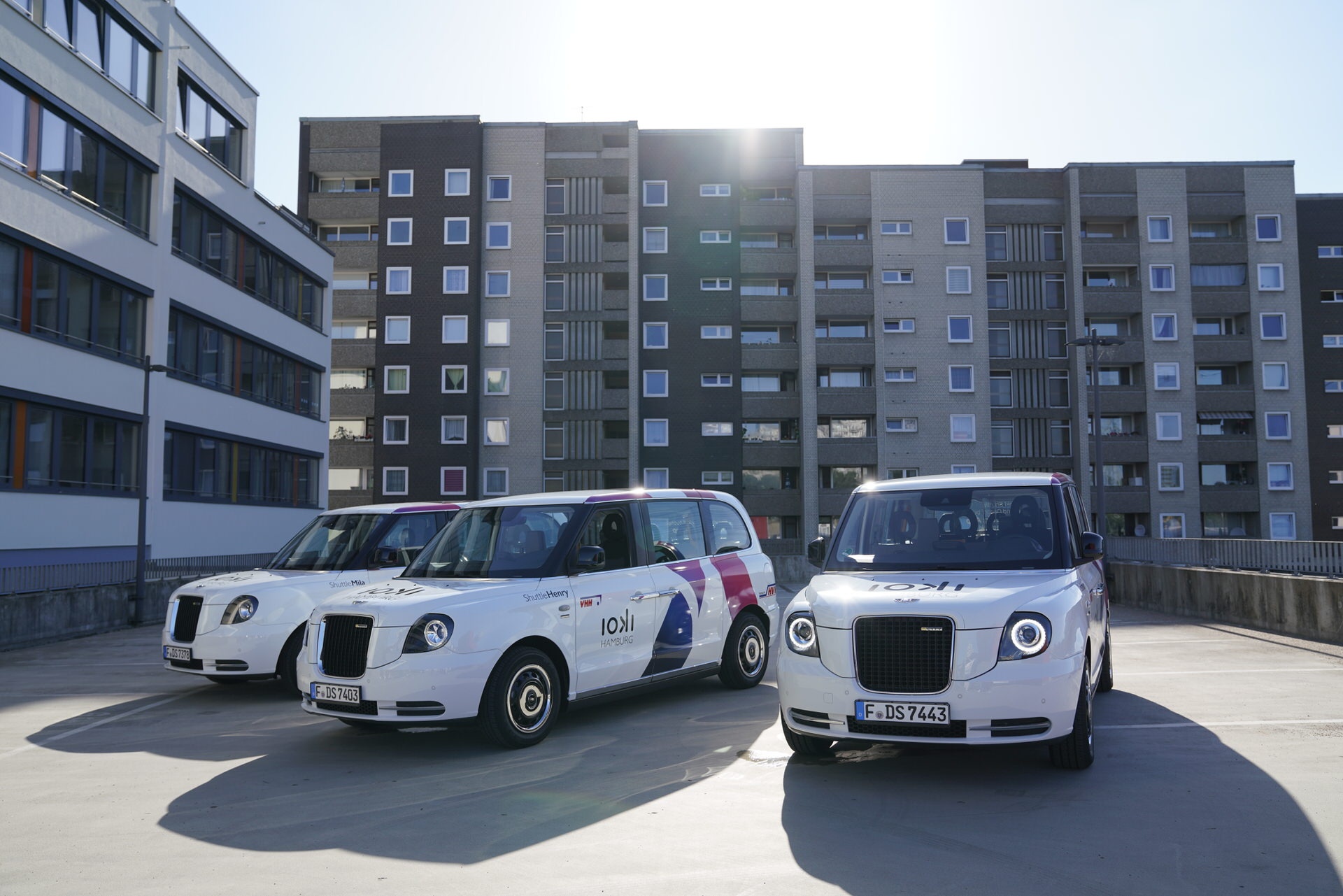
Elektrofahrzeuge LEVC TX für On-Demand-Verkehr hvv hop

Durch die Stadt verlief bis Jahresbeginn 2015 die Bundesstraße 75, ab 1990 unter Umgehung des Innenstadtkerns. Im Januar 2015 wurde sie hier zur L 82 abgestuft. Für den Verkehr bestimmend wirkt sich die Lage der Stadt an der Autobahn A 1 (verlängerte Vogelfluglinie) aus, an der südöstlich des Stadtgebiets die gleichnamige Anschlussstelle liegt.
Ahrensburg ist über die Bahnstrecke Lübeck–Hamburg (im Regionalverkehr RE 80 und RB 81) an das regionale Eisenbahn-Streckennetz angebunden. Außer dem Bahnhof Ahrensburg besteht seit November 2009 ein zweiter Haltepunkt an dieser Strecke im nördlichen Ahrensburger Stadtteil Gartenholz. Aufgrund Nachbesserungen zum Einhalten von EU-Vorschriften verzögerte sich seine Inbetriebnahme (zum Fahrplanwechsel 2010/2011 zum 12. Dezember 2010). Er wird seitdem von den Regionalbahnzügen der Linie RB 81 angefahren.
| Linie           | Zuglauf | Zuglauf | Takt                                                                                             | Eisenbahnverkehrsunternehmen | Fahrzeugmaterial                                 |
| --------------- | --- | --- | ------------------------------------------------------------------------------------------------ | ---------------------------- | ------------------------------------------------ |
| RB 81           | Hamburg Hauptbahnhof – Hamburg-Hasselbrook – Hamburg-Tonndorf – Bahnhof Hamburg-Rahlstedt – Ahrensburg – Ahrensburg-Gartenholz – Bargteheide – Kupfermühle – Bad Oldesloe | Hamburg Hauptbahnhof – Hamburg-Hasselbrook – Hamburg-Tonndorf – Bahnhof Hamburg-Rahlstedt – Ahrensburg – Ahrensburg-Gartenholz – Bargteheide – Kupfermühle – Bad Oldesloe | halbstündlich nach Bargteheide / stündlich nach Bad Oldesloe mit HVZ-Verstärker nach Hamburg Hbf | DB Regio Schleswig-Holstein  | Bombardier Traxx + 6 Bombardier-Doppelstockwagen |
| Stand: Mai 2024 | | |                                                                                                  |                              |                                                  |

Der Bau der Strecke für die S-Bahn-Linie S4 zwischen Ahrensburg und Hamburg Hasselbrook soll frühestens 2029 fertiggestellt sein.
Seit November 1921 ist Ahrensburg durch die Walddörferbahn (jetzt Teil der U-Bahn-Linie U1) mit Hamburg verbunden. 1949 wurde Ahrensburg dadurch die vierte deutsche Stadt mit U-Bahn-Anschluss. Auf Ahrensburger Stadtgebiet liegen die U-Bahnhöfe Ahrensburg West (bis 1952 „Ahrensburg“) und Ahrensburg Ost (bis 1952 „Hopfenbach“).
Für eine Stadt dieser Größe hat Ahrensburg ein vergleichsweise dichtes Stadtbus-Liniennetz mit fünf innerstädtischen und sechs regionalen Buslinien im Tagesverkehr sowie mehreren Buslinien im Spät- und Nachtverkehr, das hauptsächlich vom Verkehrsunternehmen Verkehrsbetriebe Hamburg-Holstein (VHH), Regionalbuslinien auch von der Autokraft und von Dahmetal betrieben wird. Die öffentlichen Verkehrsmittel (Regionalverkehr, U-Bahn und Busse) sind integriert in das Netz des Hamburger Verkehrsverbundes (HVV).
Seit Dezember 2020 gibt es ein On-Demand-Mobilitäts-Angebot der VHH mit rollstuhlgerechten Elektrofahrzeugen mit sechs Sitzplätzen (LEVC TX, neues „London-Taxi“), zunächst als ioki Hamburg, seit Dezember 2022 als hvv hop. Dieses ergänzt das Stadtbusnetz und bindet das Stadtgebiet auch an die verschiedenen Bahnhöfe in Ahrensburg an.

## Persönlichkeiten

### Ehrenbürger
- 1965 Alfred Rust (* 4. Juli 1900 in Hamburg; † 14. August 1983 in Ahrensburg), Archäologe, wegen seiner Tätigkeit im Ahnenerbe zur NS-Zeit stark umstritten. Er war Namensgeber der ehemaligen Ahrensburger Alfred-Rust-Realschule.

### Söhne und Töchter der Stadt
- Elise Bartels (* 14. Februar 1862; † 19. März 1940 in Lübeck), Lehrerin, Frauenrechtlerin und Bürgerschaftsabgeordnete in Lübeck
- Stefanie Berg (* 1965), Prähistorikerin und Oberkonservatorin beim Bayerischen Landesamt für Denkmalpflege
- Waldemar Bonsels (* 21. Februar 1880; † 31. Juli 1952 in Ambach), Autor von Die Biene Maja und ihre Abenteuer
- Harald Heinrich Dähnhardt (1863–1944), Vizeadmiral
- Stephan „Stoppel“ Eggert (* 15. September 1967), Schlagzeuger und Schauspieler
- Rudolf Hanisch (* 19. April 1943; † 7. Januar 2017), Tänzer und Choreograf
- Angelika Klüssendorf (* 26. Oktober 1958), Schriftstellerin
- Uwe Lichtenberg (* 21. Juni 1934; † 11. Mai 2011 in Fürth), Politiker, Oberbürgermeister der Stadt Fürth
- Carl August Wilhelm Lohmeyer (* 20. September 1824; † 1883), Architekt und Baurat
- Walther Otremba (* 23. September 1951), politischer Beamter
- Jan Plewka (* 29. Oktober 1970), Musiker, Sänger der Band Selig, Mitglied der Band TempEau
- Christian Wilhelm Gustav Rosenhagen (* 17. März 1817; † 13. Januar 1870 in Dresden), Theologe und Politiker
- Ferdinand Rosenhagen (* 16. November 1830; † 30. Januar 1920 in Altona), Politiker
- Werner Schatz (* 8. Januar 1925), Politiker, Mitglied der Bremischen Bürgerschaft
- Adeline von Schimmelmann (* 19. Juli 1854; † 18. November 1913), Evangelistin und Gründerin einer Seemannsmission
- Klaus Türk (* 2. Oktober 1944), Sozialwissenschaftler, Hochschullehrer
- Dorothea Winter (* 27. November 1949; † 11. November 2012), Musikerin

### Persönlichkeiten, die mit der Stadt verbunden sind
- Carl Backhaus (1902–1992), Unternehmer und Widerstandskämpfer, war Inhaber der Firma Behrens Befestigungstechnik
- Wilhelm Beusch (1894–1979), als Oberstaatsanwalt Ankläger im Strafverfahren gegen Adolf Seefeldt und ab 1944 Generalstaatsanwalt von Mecklenburg,[33] starb am 7. Oktober 1979 in Ahrensburg.
- Dagmar Berghoff, Fernsehmoderatorin und Schauspielerin
- Liebfriede Bernstiel, Keramikerin
- Knud Bielefeld, Namenforscher
- Katharina Brauren, Schauspielerin
- Matthias Deiß, Fernsehjournalist, wuchs in Ahrensburg auf und besuchte die Stormarnschule
- Johann Heinrich Ludwig Flögel, Jurist, Astronom, Botaniker, Zoologe und Naturfotograf
- Harald Dzubilla, Autor, Blogger, Bildermacher
- Till Gerhard, Künstler, wuchs ins Ahrensburg auf.
- Gerd Gottlob, Fußballkommentator und Journalist
- Ursula Günther, Musikwissenschaftlerin
- Hans Jochem, Architekt
- Wolfgang Kieling, Schauspieler
- Stephan Lamprecht, Sachbuchautor, wuchs in Ahrensburg auf, besuchte die Stormarnschule und lebt und arbeitet in Ahrensburg.
- Jonathan Meese, Künstler, wuchs in Ahrensburg auf, besuchte die Stormarnschule und lebt in Ahrensburg.
- Benjamin Morik, Schauspieler, lebte von Geburt an in Ahrensburg, ging zur Grundschule am Reesenbüttel und auf das Gymnasium im Schulzentrum am Heimgarten.
- Hellmuth von Mücke, Marineoffizier, Politiker und Schriftsteller
- Benedikt Pliquett, Torwart
- Friedrich Hans Schaefer, Lehrer und niederdeutscher Schriftsteller
- Horst Schroth, Kabarettist, Autor und Schauspieler
- Christian Tümpel, Hochschullehrer, Theologe und Kunsthistoriker in Nijmegen
- Jan Wagner, Schriftsteller, Lyriker und Büchner-Preisträger, wuchs in Ahrensburg auf und besuchte die Stormarnschule
- Daniela Ziegler, Schauspielerin
- Axel Zwingenberger, Boogie-Woogie-Pianist